# Оле Рьомер
Оле Кристенсен Рьомер (на датски: Ole Christensen Rømer) е датски астроном.
През 1676 г. става първия човек, измерил скоростта на светлината. Изобретява и първия съвременен термометър, показващ температурата между 2 фиксирани точки – тези, при които водата кипи и замръзва.

## Биография
Рьомер е роден на 25 септември 1644 г. в Орхус, дете на търговеца Кристен Педерсен и Ана Сторм. След 1624 г. Педерсен започва да използва името Рьомер, което означава, че е от датския остров Рьомьо, за да се различава от още няколко души с името Кристен Педерсен. Съществуват малко сведения за Оле Рьомер преди 1662 г., когато завършва катедралното училище в Орхус, премества се в Копенхаген и е приет в Копенхагенския университет. Негов ментор в университета е Расмус Бартолин, който публикува откритието си за двойното лъчепречупване на светлинен лъч чрез калцит през 1668 г., докато Рьомер живее в дома му. Рьомер получава възможността да учи математика и астрономия, използвайки астрономическите наблюдения на Тихо Брахе, тъй като на Бартолин е възложена задачата да ги подготвя за публикуване.
Рьомер е назначен на работа от френското правителство – Луи XIV го прави учител за дофините. Участва и в построяването на фонтаните във Версайския дворец.
През 1681 г. Рьомер се завръща в Дания е назначен за професор по астрономия в Копенхагенския университет и през същата година се жени за Ан Мари Бартолин, дъщерята на Расмус Бартолин. Той също активно наблюдава небосклона, както в университетската обсерватория, така и у дома, използвайки свои собствени подобрени уреди. За съжаление записките му не оцеляват, тъй като изгарят в големия Копенхагенски пожар от 1728 г. Въпреки това бившият му асистент (по-късно астроном) Педер Хоребоу описва наблюденията на Рьомер.
В качеството си на кралски математик, Рьомер въвежда първата национална система за тежести и мерки в Дания на 1 май 1683 г. Първоначално тя се основава на рейнския фут, но през 1698 г. е приет по-точен национален стандарт. По-късните измервания на измислените стандарти за дължина и обем показват изключителна степен на точност. Целта му е да се постигне определение, базирано на астрономически константи, използвайки махало. Решаването на практическите проблеми по това време обаче правят този метод твърде неточен. Той въвежда и определение за нова, датска миля, равняваща се на 24 000 датски фута (ок. 7532 m).
През 1700 г. Рьомер убеждава краля да въведе Григорианския календар в Дания-Норвегия – нещо, за което Тихо Брахе се е борил напразно сто години по-рано.
Рьомер развива една от първите температурни ска̀ли, докато се възстановява от счупване на крака. Габриел Фаренхайт го посещава през 1708 г. и подобрява Рьомеровата скала, като резултатът е подобен на скалата на Фаренхайт, която се използва и до днес в няколко държави. Рьомер основава и училища по навигация в няколко датски града.
През 1705 г. Рьомер става втори шеф на копенхагенската полиция – позиция, която задържа до смъртта си през 1710 г. В един случай той уволнява цялата полицейска част, бидейки убеден, че моралът е ударил дъното. Той създава първото улично осветление (маслени лампи) в Копенхаген и работи усилено по контролирането на просяците, бедните хора, безработните и проститутките в града.
В Копенхаген Рьомер създава правила за строителството на нови жилища, ремонтира канализацията на града, осигурява по-добро оборудване на пожарната команда и е движеща сила зад планирането и новото павиране на улиците и площадите в града.
Рьомер почива на 65-годишна възраст през 1710 г. Погребан е в Копенхагенската катедрала, която е построена наново след разрушаването ѝ по време на бомбардировката на Копенхаген през 1807 г.

## Определяне на скоростта на светлината
Определянето на географската дължина е значителен практически проблем в картографията и навигацията. Фелипе III предлага награда за метод, чрез който може да се определи географската дължина на кораб, който няма видимост към суша и Галилео Галилей предлага метод за установяване на времето и, следователно, географската дължина според затъмненията на луните на Юпитер. Този метод използва космически часовник и не е особено подобрен до разработването на по-точните механични часовници през 18 век. Галилео предлага метода си на Испанската корона, но той се оказва непрактичен, поради неточностите във времевите таблици на Галилео и трудността на наблюдението на затъмненията от кораб.
Рьомер се присъединява към Жан Пикар през 1671 г., за да наблюдават около 140 затъмнения на спътника на Юпитер Йо от остров Вен, на мястото на бившата обсерватория на Тихо Брахе в Ураниборг, в продължение на няколко месеца, докато в Париж Джовани Доменико Касини наблюдава същите затъмнения. Чрез сравнение на времената на затъмненията, може да се изчисли разликата в географската дължина между Париж и Ураниборг.
Касини наблюдава луните на Юпитер между 1666 и 1668 г. и открива несъответствия в измерванията си, които първоначално приписва на факта, че светлината има ограничена скорост. През 1672 г. Рьомер отива в Париж и продължава да наблюдава спътниците на Юпитер в качеството си на асистент на Касини. Рьомер добавя своите записки към тези на Касини и наблюдава, че времената между затъмненията (особено тези на Йо) се скъсяват, докато Земята се приближава към Юпитер, и се удължават, докато Земята се отдалечава от него. На 22 август 1676 г. Касини прави изявление пред Академията на науките:
Това второ неравенство изглежда се дължи на факта, че на светлината ѝ е нужно известно време да ни достигне от спътника. Светлината се нуждае от 10 до 11 минути, за да премине разстояние, равняващо се на полудиаметъра на земната орбита..
Въпреки това Касини изглежда изоставя тази идея, която Рьомер приема и се настройва да подкрепи по неопровержим начин, използвайки избран брой наблюдения, направени от Пикар и него между 1671 и 1677 г. Рьомер представя резултатите си пред Френската академия на науките и скоро след това те са обобщени от анонимен докладчик в краткия труд Démonstration touchant le mouvement de la lumière trouvé par M. Roemer de l'Académie des sciences, публикуван на 7 декември 1676 г. в Journal des sçavans. За съжаление трудът носи белега на неразбиране от страна на докладчика и докато той прибягва до загадъчни фрази, с които да прикрива неразбирането си, той завоалира аргументите на Рьомер в процеса. Самият Рьомер никога не публикува резултатите си.
Нека се приеме, че Земята е при L, при втората квадратура с Юпитер (т.е. ALB е 90°), а Йо се показва от D. След няколко орбити на Йо, 42,5 часа на орбита, Земята ще се намира в K. Рьомер смята, че ако светлината не се разпространява моментално, допълнителното време, нужно да се достигне K (което смята, че е около 3½ минути), би обяснило забавянето. Рьомер наблюдава потапяния в C от симетричните позиции F и G, за да избегне объркването със затъмнение (Йо в сянката на Юпитер от C до D) и окултация (Йо скрит зад Юпитер при определени ъгли). В таблицата по-долу са неговите наблюдения от 1676 г., включващи това от 7 август, за което се счита че е в точка H, и това от 9 ноември.
| Месец       | Ден         | Време       | Ход | Орбити | Средно (часове) |
| ----------- | ----------- | ----------- | --- | ------ | --------------- |
| Юни         | 13          | 2:49:42     | C   |        |                 |
| 2 750 789 s | 2 750 789 s | 2 750 789 s |     | 18     | 42,45           |
| Май         | 13          | 22:56:11    | C   |        |                 |
| 4 747 719 s | 4 747 719 s | 4 747 719 s |     | 31     | 42,54           |
| Август      | 7           | 21:44:50    | D   |        |                 |
| 612 065 s   | 612 065 s   | 612 065 s   |     | 4      | 42,50           |
| Август      | 14          | 23:45:55    | D   |        |                 |
| 764 718 s   | 764 718 s   | 764 718 s   |     | 5      | 42,48           |
| Август      | 23          | 20:11:13    | D   |        |                 |
| 6 906 272 s | 6 906 272 s | 6 906 272 s |     | 45     | 42,63           |
| Ноември     | 9           | 17:35:45    | D   |        |                 |

Чрез метода на проба-грешка, през осемте години наблюдения, Рьомер се досеща как да компенсира забавянето на светлината, докато изчислява ефемеридата на Йо. Той пресмята закъснението в минути като пропорция на ъгъла за дадена позиция на Земята спрямо Юпитер: {\displaystyle \Delta t=22{a \over 180}}. Т.е. когато ъгълът {\displaystyle a=180} градуса, закъснението е 22 минути, което може да бъде интерпретирано като времето, нужно на светлината да премине разстоянието, равно на диаметъра на земната орбита, H към E. Тази интерпретация прави възможно изчисляването на точния резултат от наблюденията на Рьомер: съотношението на скоростта на светлината към продължителността на година, разделено на пи за 22 минути: 365·24·60⁄π·22 ≈ 7600. За сравнение, днешната стойност е около 299 792 km s−1⁄29,8 km s−1 ≈ 10 100.
Рьомер нито изчислява това съотношение, нито дава стойност за скоростта на светлината. Обаче много други учени изчисляват скоростта от неговите данни, първият от които е Кристиян Хюйгенс. След като си кореспондира с Рьомер и извлича още данни, Хюйгенс прави заключение, че светлината се движи с 162⁄3 земни диаметъра в секунда, което е приблизително 212 000 km/s.
Виждането на Рьомер, че скоростта на светлината е крайна, не е напълно прието до измерването на така наречената аберация на светлината от Джеймс Брадли през 1727 г.
През 1809 г., отново чрез наблюдения на Йо, но този път с предимствата на над век прецизни измервания, астрономът Жан Батист Жозеф Дьоламбър докладва, че светлината пътува от Слънцето до Земята 8 минути и 12 секунди. В зависимост от взетата стойност за астрономическа единица, това дава скорост на светлината от малко над 300 000 km/s. Днешната стойност е 8 минути и 18 секунди, което дава скорост на светлината от 299 792,458 km/s.

## Изобретения
Освен че създава първото улично осветление в Копенхаген, Рьомер изобретява и меридианния кръг и алтазимутът.

## Почести
В Дания Оле Рьомер е почитан по различни начини през годините. Бил е изобразяван на банкноти, има хълмове и улици кръстен на него. Астрономическата обсерватория на Орхуския университет е кръстена в негова чест. На Луната има кратер, който също е наименуван на него.
Медалът Оле Рьомер се връчва ежегодно от Датския изследователски съвет по природни науки за изключителни научни приноси.